# 心靈彈珠
《心靈彈珠》（日语：ココロビーダマ）是日本雙人女子創作歌手組合RYTHEM的第9張單曲。2006年3月1日由Sony Music Associated Records（日本索尼音樂娛樂旗下公司）發行。

## 解說
《心靈彈珠》是雙人女子創作歌手組合RYTHEM自從上一張單曲《20顆心》以來，相隔3個月發行的最新單曲。同名標題曲曾在2006年1月被東京電視台電視動畫《烘焙王》選為第63話開始至第68話的片尾主題曲使用。也是她們在同名動畫主打的第2首動畫主題歌曲。至於B面歌曲「M」是PRINCESS PRINCESS原唱歌曲的翻唱版。
後來，「心靈彈珠」該歌曲（但未與B面歌曲「M」一起）收錄在她們的第2張專輯《夢現Factory》裡，2006年5月24日發行。

## 收錄歌曲
1. 心靈彈珠（ココロビーダマ）
  - 作詞、作曲：RYTHEM，編曲：CHOKKAKU（日语：CHOKKAKU）
  - 東京電視台電視動畫《烘焙王》片尾主題曲
2. M
  - 作詞：富田京子（日语：富田京子），作曲：奧居香（日语：岸谷香），編曲：清水信之（日语：清水信之）
3. 願望 (朝霞Ver.)（ ())
4. 心靈彈珠（ココロビーダマ）（Instrumental）

## 收錄專輯
- 夢現Factory（日语：夢現ファクトリー）（#1）
- BEST STORY（日语：BEST STORY）（#1）